# Taylorcraft L-2
Il Taylorcraft L-2, precedentemente designato O-57 e soprannominato Grasshopper, era un monomotore leggero ad ala alta realizzato dall'azienda statunitense Taylorcraft Aviation Corporation ed impiegato dall'United States Army Air Forces durante la seconda guerra mondiale nei ruoli di aereo da osservazione, da collegamento e ricognizione aerea.

## Storia
A causa dell'evoluzione della seconda guerra mondiale che porterà l'entrata in guerra degli Stati Uniti d'America nel dicembre 1941 si fece sempre più necessaria l'esigenza di dotare l'United States Army di una flotta di velivoli leggeri da poter utilizzare in vari ruoli come cooperazione alle truppe di terra, come il trasporto di personale, l'osservazione della precisione nei tiri d'artiglieria e della ricognizione aerea in genere. Per soddisfare queste esigenze la U.S. Army emise una specifica per la fornitura di questa tipologia di velivoli basata sulla capacità STOL e la possibilità di operare da piste improvvisate. Data la tipologia era possibile sfruttare una classe di velivoli già presenti sul mercato civile ed utilizzati per l'aviazione generale a scopo turistico e la formazione dei loro piloti.

### Sviluppo
Nel corso dell'estate 1941, durante le manovre in Louisiana e Texas, venne valutata una versione militare alleggerita del Taylorcraft Model D, alla quale venne assegnata la designazione YO-57, analogamente all'Aeronca L-3 (YO-58) ed al Piper J-3.
In quell'occasione venne soprannominato Grasshopper (in lingua inglese cavalletta) dal generale Innis P. Swift, allora comandante del 1st Cavalry Division, merito della sua predisposizione a saltare in fase di atterraggio e decollo grazie al peso ridotto, alla struttura slanciata ed alla colorazione verde con la quale era dipinto, definizione che sarà poi non ufficialmente assegnata a tutti i tre contendenti. Erano velivoli molto leggeri, sull'ordine delle 650 lb di peso a vuoto, corrispondenti a meno di 300 kg, tutti dotati di due posti in tandem ed equipaggiati con un semplice motore raffreddato ad aria a 4 cilindri contrapposti da 65 hp.
La valutazione comparativa, effettuata con 4 esemplari per ciascun modello, risultò in linea con le esigenze e, data l'urgenza, venne deciso di acquistare tutti e tre i tipi di macchine.

#### Produzione
I primi L-2 erano praticamente Model D civili leggermente modificati. Seguirono 70 O-57, ma la necessità di ottenere una migliore visibilità portò ad abbassare la fusoliera e interrompere il bordo d'attacco dell'ala. Il nuovo O-57A venne prodotto in 335 esemplari.
Dopo che la designazione venne cambiata in L-2, vennero prodotti altri 140 apparecchi, noti come L-2A e destinati a compiti di  collegamento. Gli L-2B erano invece equipaggiati per il ruolo di supporto dell'artiglieria campale, e ne vennero prodotti 490. Infine 900 esemplari vennero prodotti nel modello definitivo L-2M.
La produzione riguardò anche una versione da addestramento, che si aggiunse a 43 esemplari civili militarizzati. Con un pattino sotto il muso, fusoliera allungata e altre modifiche, vennero prodotto in 253 apparecchi, tre dei quali per la marina. Il nome commerciale era TS-100, ma l'USAAF lì designò come TG-6.

## Versioni

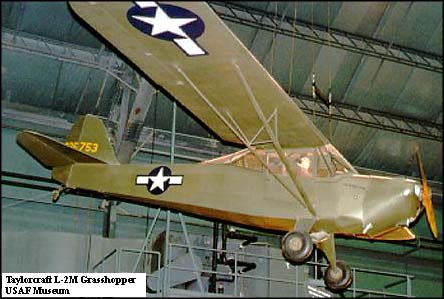
Il Taylorcraft L-2M esposto al National Museum of the United States Air Force.

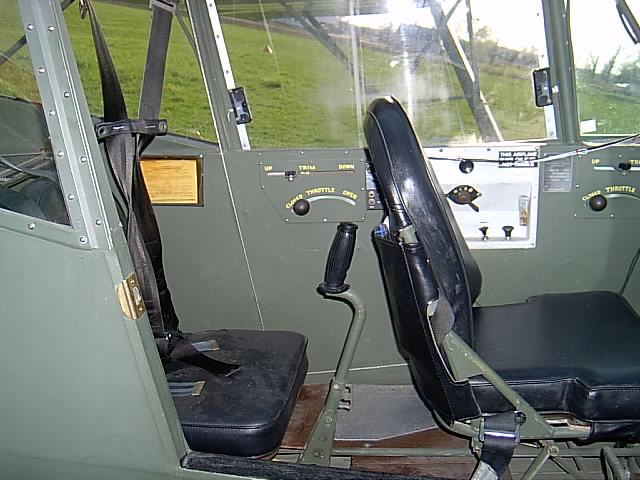
Dettaglio della cabina del Taylorcraft L-2M N52347.

YO-57
versione militare del Taylorcraft Model D, 4 esemplari per valutazione equipaggiati con un motore YO-170-3 da 65 hp, successivamente ridesignati O-57.
O-57
versione di produzione in serie; minime differenze dallo YO-57, equipaggiata con un motore YO-170-3 da 65 hp, realizzata in 20 esemplari ridesignati L-2 nel 1942.
O-57A
O-57 dotata di cabina modificata, sedile dell'osservatore montato su slitte regolabili ed equipaggiamento radio, prodotta in 336 esemplari ridesignati L-2A nel 1942.
L-2
O-57 ridesignata nel 1942,a further 50 built.
L-2A
O-57A ridesignata nel 1942, a further 140 built.
L-2B
L-2A ottimizzata per l'osservazione al tiro d'artiglieria, equipaggiato con motore Continental A65-8 da 65 e prodotta in 490 esemplari.
L-2C
ridesignazione dei 13 Taylorcraft Model DC65 impiegati dall'USAAF.
L-2D
ridesignazione del Taylorcraft Model DL65 impiegato dall'USAAF.
L-2E
ridesignazione dei 2 Taylorcaft Model DF65 impiegati dall'USAAF.
L-2F
ridesignazione dei 7 Taylorcraft Model BL65, versione con cabina a due posti affiancati e motorizzata O-145-B1 da 65 hp, uno originariamente designato UC-95.
L-2G
ridesignazione dei 2 Taylorcraft Model BFT65 motorizzati con un Franklin 4AC-150 da 65 hp.
L-2H
ridesignazione dei 9 Taylorcraft Model BC12-65, versione con cabina a due posti affiancati e motorizzata Continental A65-7 da 65 hp.
L-2J
ridesignazione dei 5 Taylorcraft Model BL12-65, versione con cabina a due posti affiancati e motorizzata O-145-B1 da 65 hp.
L-2K
ridesignazione dei 4 Taylorcraft Model BF12-65, versione con cabina a due posti affiancati e motorizzata con un Franklin 4AC-150 da 65 hp.
L-2L
ridesignazione del Taylorcraft Model BF30, versione con cabina a due posti affiancati e motorizzata con un Franklin 4AC-150 da 65 hp.
L-2M
L-2A with close-fitting engine cowls and wing spilers, 900 built.
UC-95
ridesignazione del Taylorcraft Model BL65, versione con cabina a due posti affiancati e motorizzata O-145-B1 da 65 hp, successivamente ridesignato L-2F.

## Utilizzatori
Stati Uniti
- United States Army Air Forces
- United States Navy

## Velivoli comparabili
Stati Uniti
- Stinson L-1 Vigilant
- Aeronca L-3
- Piper L-4